# Bataille de Port-Saint-Père (21-26 novembre 1793)
Pour les articles homonymes, voir Bataille de Port-Saint-Père.
Guerre de Vendée
Batailles
La quatrième bataille de Port-Saint-Père se déroule du 21 au 26 novembre 1793 pendant la guerre de Vendée.

## Prélude
Alors que le gros des forces vendéennes et républicaines sont engagées au nord de la Loire dans la Virée de Galerne, le 2 novembre le conseil de guerre donne l'ordre au général Nicolas Haxo de constituer un corps d'armée de 5 000 à 6 000 hommes pour attaquer les forces vendéennes du Pays de Retz et du Bas-Poitou et reprendre l'île de Noirmoutier. Après avoir mis en place un plan de campagne, Haxo sort de Nantes le 21 novembre. Il divise ses forces en deux colonnes et se porte lui-même avec la première en direction de Machecoul, qu'il occupe le 26 novembre,. La deuxième colonne, forte de 3 000 hommes et commandée par l'adjudant-général Jordy, marche quant à elle sur Port-Saint-Père, tenue par les forces vendéennes de Louis-François Ripault de La Cathelinière,.

## Forces en présence
Jordy affirme dans son rapport être à la tête de 3 000 hommes et évalue entre 7 000 et 8 000, le nombre des « brigands » à Port-Saint-Père. Cependant ce nombre est sans doute exagéré selon l'historien Lionel Dumarcet. Dans ses mémoires, le chef vendéen Pierre-Suzanne Lucas de La Championnière affirme que « seule une faible garde » est laissée à Port-Saint-Père par La Cathelinière.

## Déroulement
Devant Port-Saint-Père, les républicains trouvent le pont sur l'Acheneau coupé,,. Jordy s'emploie alors à rétablir le passage en utilisant des madriers, des débris de maisons et des bateaux. Le 22, il envoie un message au général Vimeux, à Nantes, pour lui demander d'autres bateaux et des planches pour faire traverser son artillerie.
De leur côté, les Vendéens placent des canons, dont une pièce de 36 livres, en haut du village de Port-Saint-Père, pour entraver l'approche et la construction du pont. Les républicains déploient leur propre artillerie et d'après Savary, ils démontent la pièce de 36 des Vendéens. Malgré leur feu, les insurgés ne peuvent empêcher les républicains de rétablir le pont et de s'emparer des premières maisons du bourg.
D'après Lucas de La Championnière, les républicains s'emparent de la totalité de Port-Saint-Père et brûlent tous les moulins jusqu'à Sainte-Pazanne. Cependant La Cathelinière et Guérin arrivent en renfort depuis le château de Princé et Bourgneuf-en-Retz. Ils mènent une contre-attaque qui repousse les patriotes et le lendemain matin les Vendéens reprennent Port-Saint-Père. Cependant La Cathelinière est légèrement blessé et doit se retirer. La plupart de ses hommes le suivent. Les sources républicaines ne font pas mention de cet épisode. 
Le 25 novembre, environ 200 hommes de la garnison du château d'Aux tentent également de traverser la rivière à Rouans, à une dizaine de kilomètres au nord-ouest de Port-Saint-Père, mais ils sont repoussés.
Le 26 novembre, à quatre heures du matin, Jordy lance une attaque générale. Trop peu nombreux, les Vendéens battent en retraite. D'après Lucas de La Championnière, seuls sept hommes occupaient encore le bourg. Port-Saint-Père est alors définitivement reprise par les républicains,.

## Pertes
Selon l'adjudant-général Jordy, les républicains ont perdu 40 hommes lors des combats et les Vendéens, 500, ce qui semble également exagéré d'après Dumarcet. Trois canons, dont la pièce de 36, sont capturés par les patriotes,.